# Тшцянка (гміна Нова Слупія)
Тшцянка (пол. Trzcianka) — село в Польщі, у гміні Нова Слупя Келецького повіту Свентокшиського воєводства.
Населення — 173 особи (2011).
У 1975-1998 роках село належало до Келецького воєводства.

## Демографія
Демографічна структура на день 31 березня 2011 року:
|          | Загалом | Допрацездатний вік | Працездатний вік | Постпрацездатний вік |
| -------- | ------- | ------------------ | ---------------- | -------------------- |
| Чоловіки | 79      | 18                 | 56               | 5                    |
| Жінки    | 94      | 15                 | 54               | 25                   |
| Разом    | 173     | 33                 | 110              | 30                   |